# NGC 7635
NGC 7635 of de Zeepbelnevel is een emissienevel en een H-II-gebied in het sterrenbeeld Cassiopeia. Het ligt 7100 lichtjaar van de Aarde verwijderd en werd op 3 november 1787 ontdekt door de Duits-Britse astronoom William Herschel. De nevel bevindt zich in de buurt van Messier 52.

## Synoniemen
- LBN 549